# راوند تتاري
راوند تتاري (الاسم العلمي:Rheum tataricum) هو نوع من النباتات يتبع جنس الراوند من الفصيلة البطباطية.